# Смолёвка сибирская
Смолёвка сибирская (лат. Silene sibirica) — вид травянистых растений рода Смолёвка (Silene) семейства Гвоздичные (Caryophyllaceae).

## Распространение и экология
Восточноевропейско-западносибирский вид. В России: степные и лесостепные районы европейской части и юга Западной Сибири. Произрастает в основном на крутых песчаных и щебнистых склонах преимущественно южной экспозиции. Входит в состав ассоциаций луговых степей, реже зарослей степных кустарников. Гелиофит, ксерофит, кальцефит, реже — псаммофит.

## Ботаническое описание
Многолетнее травянистое стержнекорневое однодомное растение высотой от 20 (30) до 70 (80) см. Стебли прямостоячие, более или менее ветвистые, утолщенные округло-четырехгранные, опушенные короткими волосками. Листья линейно-ланцетные, острые, коротко пушистые или голые, нижние листья ко времени цветения отмирают, а в пазухах верхних листьев развиваются укороченные вегетативные побеги.
Многочисленные мелкие цветки собраны в мутовчато-метельчатое соцветие в пазухе верхних листьев, прицветники ланцетовидные, по краю пленчатые и реснитчатые. Чашечка булавовидная с острыми зубцами, гладкая или слабошероховатая с выступающими зелеными жилками. Лепестки желтовато-зеленоватые, цельные или наверху несколько выемчатые. Плоды — яйцевидные коробочки 6—8 мм длиной на коротких ножках.
Размножается семенами. Цветёт в июне—июле, плодоносит в июле—августе.